# 친구사이 (단체)
친구사이는 대한민국의 성소수자 인권 운동, 권익 보호 단체이다. 1993년 초동회가 조직되어 친구사이와 끼리끼리로 분리된 이후, 1994년 정식 시민단체로 출범하였다. 게이 인권, 성적 정체성 상담과 교육, 차별 반대 운동 등을 추진한다. 산하조직으로 사무국, 교육팀, 재정총무팀, 소식지팀, 모금팀, 마음연결팀, 홍보팀, 회원지원팀, 인권지원팀이 있으며 고문과 감사를 두고 있다. 단체 내 소모임으로 게이 합창단 지보이스(G Voice), 독서토론모임 책읽당, 수영모임 마린보이, 친목모임 친구모임, HIV감염인자조모임 가진사람들이 있다.

## 가치와 비전
친구사이의 가치
1. 자긍심의 절정: 인권은 나로부터, 성소수자의 자긍심을 자랑합니다.
2. 대안의 공동체: 다양한 가치가 존중받는 보금자리를 꿈꾸며 손잡고 연대합니다.
3. 가슴 벅찬 변화: 차별없는 아름다운 세상을 만들기 위해 벅차게 전진합니다.

친구사이의 비전
1. 조직과 커뮤니티의 성장을 위해 투자하는 친구사이
2. 성소수자 관려 제도 개선에 앞장서는 친구사이
3. 성소수자 문화/생활 콘텐츠를 디자인하는 친구사이

## 역대 대표
- 이후명(1994)
- 박진석(1994)
- 이림(1995)
- 김준석(1996)
- 김기현(1997)
- 천정남(1998)
- 이송희일(1999)
- 신정한(2000)
- 사무국장 박철민(2001)
- 공동대표 박철민, 김병석(2002)
- 전재우(2003)
- 최준원(2004)
- 박강석(2005)
- 이종걸(2006~2007)
- 한가람(2008~2009)
- 박재경(2010~2012)
- 김조광수(2013)
- 조남웅(2014~2015)
- 박기호(2016)
- 김찬영(2017)
- 김기환(2019)
- 장일지(2022)
- 한윤하(2025)

## 같이 보기
- 친구사이?
- 행동하는 성소수자 인권연대
- 대한민국의 성소수자 인권단체
- 인권
- 국제 동성애 혐오 반대의 날
- 무지개행동
- 성소수자
- 퀴어문화축제
- 대한민국의 성소수자
- 대한민국의 성소수자 행사